# Adolf Stricker
Adolf Stricker (* 24. September 1942 in Wien) ist ein ehemaliger österreichischer Politiker (ÖVP) und Lehrer. Stricker war Mitglied des Bundesrates und Abgeordneter zum Nationalrat.

## Leben
Stricker besuchte nach der Pflichtschule die Bundeslehrerbildungsanstalt in St. Pölten und legte die Lehramtsprüfung für Volksschulen, Hauptschulen und für Polytechnische Lehrgänge ab. Er war in der Folge von 1961 bis 1966 als Volksschullehrer in der Stadt Haag und in St. Pölten tätig und war danach von 1966 bis 1974 Lehrer an der Polytechnischen Schule in St. Pölten. Er wurde zum Hofrat ernannt und übernahm 1985 das Amt des Amtsführenden Präsidenten des Landesschulrates für Niederösterreich. Mit Ende 2006 ging Stricker in Pension.
Stricker war ab 1973 Obmann der Landesfachgruppe Pflichtschullehrer im ÖAAB Niederösterreich und vertrat die ÖVP vom 4. November 1983 bis zum 1. Juli 1985 im Bundesrat. Er war in der Folge vom 6. April 1987 bis zum 4. November 1990 sowie am 18. Dezember 1990 Abgeordneter zum Nationalrat.

## Auszeichnungen
- 1999: Komtur des Päpstlichen Ritterordens des heiligen Gregors des Großen[2]
- 2001: Großes Silbernes Ehrenzeichen für Verdienste um das Land Wien
- 2002: Großes Silbernes Ehrenzeichen für Verdienste um die Republik Österreich[3]
- 2002: Ehrenzeichen vom heiligen Hippolyt in Gold